# هیستینگز
هِیستینگز (به انگلیسی: Hastings) شهری‌است ساحلی در ساسکس شرقی جنوب خاوری انگلستان. جمعیت این شهر برپایهٔ آمار سال ۲۰۰۸ میلادی ۸۶٫۴۰۰ تن است. هیستینگز، در سواحل جنوبی انگلستان قرار گرفته؛ در منطقه‌ای که به لحاظ تاریخی اهمیت ویژه‌ای دارد. ناوگان ماهیگیری هیستینگز یکی از بزرگترین‌ها در اروپاست.
از سال ۱۹۹۷ که انتخاب تونی بلر به دولت محافظه کار پایان داد، نمایندگی حوزه انتخابیه هیستینگز در دست جناح چپ میانه از حزب کارگر بوده‌است.

## ریشهٔ نام
نخستین بار از واژهٔ هیستینگز در سده هشتم پس از میلاد نام برده شده‌است. این واژه در انگلیسی باستان به صورت Hæstingas و به معنای مردمان هستا آمده‌است که هستا نام قبیله‌ای بوده‌است.

## تاریخچه
کهنترین شواهد از زندگی انسانی در هیستینگز به روزگار پیشاتاریخی و عصر برنز بازمی‌گردد. هیستینگز در زمان چیرگی روم بر بریتانیا رونق گرفت.
از جمله رویدادهایی که در درس تاریخ به کودکان این کشور گفته می‌شود، نبرد هیستینگز در ۱۴ اکتبر ۱۰۶۶ است. در آن هنگام ویلیام فاتح از منطقه نورماندی در شمال فرانسه به هیستینگز حمله کرد تا پادشاهی انگلستان را به دست آورد.